# Berghuislook
Berghuislook (Sempervivum montanum) is een plant uit de vetplantenfamilie (Crassulaceae. De soort komt voor in de gebergtes van Midden-Europa tussen 1700 en 3400 m hoogte.
De bladen vormen kleine, vrijwel geheel gesloten rozetten. Ze zijn lichtgroen, behaard en vlezig met vaak een rode top. De vermeerdering gebeurt door uitlopers. Ook de stengel is vaak roodachtig en behaard. De bloemen zijn 2-3 cm breed en hebben twaalf tot zestien purperrode kroonbladen met in het midden een donkere streep. De meeldraden zijn bleek gekleurd. De planten bloeien van juli tot augustus.
De plant komt voor in schrale bergweiden, tussen rotsen en puin, op kalkarme bodems, tussen de 1700 en 3400 m hoogte. De soort is voornamelijk te vinden in de Alpen, de Apennijnen en de Pyreneeën.

## Overlevingsstrategieën
De plant kan water opslaan in zijn vlezige bladeren en slaagt er zo in de frequent voorkomende droge periodes in de bergen te overleven.
... · S. arachnoideum (Spinnenwebhuislook)· S. cantabricum · S. × funckii var. aqualiense (Beklierde huislook) · S. montanum (Berghuislook) · S. tectorum (Gewone huislook) · S. wulfenii · ...